# Il ritorno di Tobia

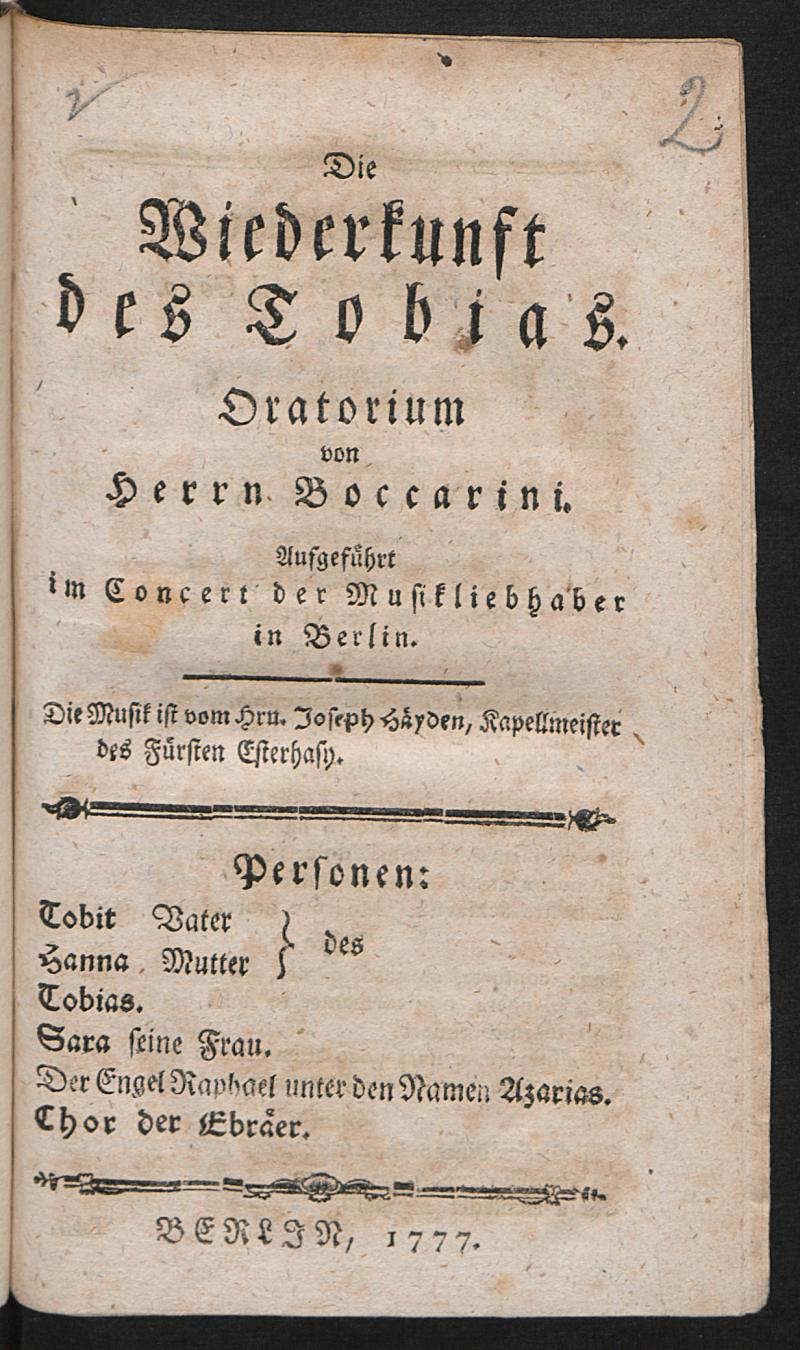
Die Wiederkunft des Tobias (1799)

Il ritorno di Tobia (Die Heimkehr des Tobias) ist ein Oratorium von Joseph Haydn (Hob. XXI:1) in zwei Teilen.

## Geschichte
Haydn komponierte Il ritorno di Tobia 1775 für die Wiener Tonkünstler-Societät. Er richtete sich bei der Wahl des Stoffes und dessen Ausgestaltung ganz nach dem Wiener Musikgeschmack der 1770er Jahre: So ließ er das Libretto von Giovanni Gastone Boccherini, einem Bruder des Komponisten und Cellisten Luigi Boccherini, in italienischer Sprache verfassen, wie es in Wien Ende des 18. Jahrhunderts Mode war. Mit der Handlung, die dem Buch Tobit entlehnt ist, thematisierte Haydns erstes Oratorium einen äußerst populären Stoff, der damals in Musik, bildender Kunst und Literatur allgegenwärtig war. Bezüglich der Handlung beschränkt sich Boccherinis Libretto auf die letzten Kapitel des Buchs Tobit, nämlich die Rückkehr des Sohnes aus der Fremde und die Heilung des Vaters von seiner Blindheit. Von den Abenteuern der Reise und der Eheschließung mit Sarah erfährt der Zuschauer nur aus den Berichten des Heimgekehrten. Dadurch stehen nicht Konflikte und Geschehnisse, sondern die Emotionen der Handelnden im Mittelpunkt, die dafür gemäß der Forderung nach Einheit von Ort, Handlung und Zeit in Echtzeit begleitet werden können.
Ebenso entsprach Haydns Vertonung des Stoffs den Erwartungen des Publikums. Wie in einer Opera seria kommt der Chor lediglich zu Beginn, in der Mitte und am Ende des Werks zum Einsatz, den Großteil des Oratoriums dominiert der stete Wechsel von Arie und Rezitativ. Letztere begleitet meist das volle Orchester, das die Erzählungen von Abenteuern und durchlittenen Emotionen effektvoll und dramatisch untermalt. Hoch virtuose Arien und strahlende Chorsätze vollenden Haydns Oratorien-Erstling, dessen Uraufführung im April 1775 dem Komponisten erwartungsgemäß große Anerkennung und der Tonkünstler-Sozietät einen beachtlichen finanziellen Erfolg bescherte.
Für das Jahr 1781 wurde in Wien eine Wiederaufnahme von Il ritorno di Tobia geplant, die jedoch zum Scheitern verurteilt war: Einerseits weil man Haydn für die notwendigen Kürzungen nicht bezahlen wollte, zum anderen, weil sich für die besonders anspruchsvolle Partie der Anna keine geeignete Solistin fand. Denn anders als bei der Uraufführung standen als Solisten nicht Sänger aus Haydns Ensemble am Hof Esterházy zur Verfügung, sondern die weniger gut ausgebildeten Sänger des Tonkünstler-Vereins.
Drei Jahre später überarbeitete Haydn das Oratorium, kürzte und vereinfachte die Solopartien und lockerte die strenge Form auf, indem er zwei weitere Chorsätze hinzufügte (Ah, gran Dio! und Svanisce in un momento), die in der Mitte des ersten bzw. zweiten Teils stehen. Trotz aller Änderungen und Kürzungen geriet auch diese Wiederaufnahme des Oratoriums zum Misserfolg. Der Musikgeschmack des Publikums hatte sich binnen zehn Jahren schlicht zu stark gewandelt.
Im Gegensatz zu den Publikumslieblingen unter Haydns Oratorien, Die Schöpfung und Die Jahreszeiten, ist Il ritorno di Tobia in den letzten Jahrhunderten fast völlig in Vergessenheit geraten. Dies dürfte zum einen daran liegen, dass die handlungs- und konfliktarme biblische Geschichte des Tobias, der aus der Fremde zurückkehrt und seinen Vater von dessen Blindheit heilt, heute kaum noch als attraktiver Oratorienstoff gelten kann, wenngleich die meisterhaft vertonten Arien und Chorsätze von Il ritorno di Tobia in ihrer Strahlkraft denen der im heutigen Konzertleben allgegenwärtigen Schöpfung in nichts nachstehen. Darüber hinaus dauert eine Aufführung von Il ritorno di Tobia in der Urfassung fast drei Stunden. Heutige Aufführungen begegnen diesem Umstand mit Kürzungen, die zum Teil so weit gehen, dass die Rezitative völlig weggelassen werden. Die in den Rezitativen beschriebene Handlung wird dann von einem Erzähler zusammengefasst.

## Zitat
„Während Haydns Oratorien Die Schöpfung und Die Jahreszeiten zu den bekannten Werken des Komponisten zählen, kennt dieses Oratorium (fast) niemand.“

## Besetzung
Solisten:
- Tobia (Tenor)
- Anna, Tobias Mutter (Alt)
- Tobit, Tobias Vater (Bass)
- Sara, Tobias Braut (Sopran)
- Raffaele, ein Engel (Sopran)

Chor der Hebräer (SATB) und Orchester
Ort des Geschehens ist das Haus der Eltern Tobias in Ninive.

## Musiknummern
Sinfonia/Ouverture
Parte Prima (Erster Teil)
1. Tobit, Anna, Chor der Hebräer Pietà d'un infelice (Erbarme dich einer unglücklichen, trauernden Mutter)
2. Rezitativ (Anna, Tobit) und Arie (Anna) Sudò il guerriero (Der Krieger schwitzte, doch er erwarb sich Ruhm)
3. Rezitativ und Arie (Tobit) Ah tu m'ascolta! (Erhöre du mich, o Gott)
4. Rezitativ (Anna, Raffaele) und Arie (Raffaele) Anna, m'ascolta! (Anna, hör mir zu)
5. Rezitativ und Arie (Anna) Ah gran Dio! (Großer Gott, wenn du ein unwürdiges Herz) gefolgt von Chor (Hebräer) Ah gran Dio! (Großer Gott)
6. Rezitativ (Tobia, Sara) und Arie (Tobia) Quando mi dona un cenno (Jeder kleine Wink aus deinem süßen Mund)
7. Rezitativ und Arie (Sara) Del caro sposo (Hier bin ich im Hause meines lieben Gatten)
8. Rezitativ (Raffaele, Tobit, Sara, Anna, Tobia) Rivelarti a Dio piacque (Es hat Gott gefallen)
9. Chor (Raffaele, Sara, Anna, Tobia, Tobit, Hebräer) Odi le nostre voci (Erhöre unser Gebet)

Parte Seconda (Zweiter Teil)
1. Rezitativ (Anna, Sara, Raffaele) und Arie (Raffaele) Come se a voi parlasse (Als wenn zu euch ein Himmelsbote spräche)
2. Rezitativ (Anna, Sara) und Arie (Sara) Non parmi esser fra gl'uomini (Mir ist, als sei ich nicht unter Menschen)
3. Rezitativ (Anna, Tobia) und Arie (Tobia) Que felice nocchier (Der glückliche Bootsmann, der von weitem)
4. Rezitativ und Arie (Anna) Come in sogno un stuol m'apparve (Wie im Traume erschien mir eine Schar) gefolgt von Chor (Hebräer) Svanisce in un momento (In einem einzigen Augenblick zerrinnt)
5. Rezitativ (Tobia, Tobit, Raffaele) und Arie (Tobit) Invan lo chiedi, amico (Vergebens verlangst du das, mein Freund)
6. Rezitativ und Duett (Anna, Tobia) Dunque, o Dio (O Gott, da ich hoffte, im Übermaß glücklich zu sein)
7. Rezitativ (Raffaele, Sara, Anna, Tobia, Tobit) Qui di morir si parla (Hier spricht man vom Tod)
8. Chor (Sara, Anna, Tobia, Tobit, Hebräer) Io non oso alzar (Ich wage es nicht, meinen Blick zu heben)

Zu den Rezitativen der Nummern 2, 4, 8, 10 und 16 fertigte Haydn Zweitfassungen an.

## Aufnahmen
- Ferenc Szekeres (Leitung), Ungarisches Staatsorchester, Budapester Madrigalchor, Hungaroton HCD 11660-62 (1975)
- Antal Dorati (Leitung), The Royal Philharmonic Orchestra, Brighton Festival Chorus, Decca  Stereo 591027 (1979)
- Andreas Spering (Leitung), Capella Augustina (mit historischen Instrumenten), Vokalensemble Köln, Naxos 8.557380-81 (2007)